# Unteres Schloss (Regenstauf)

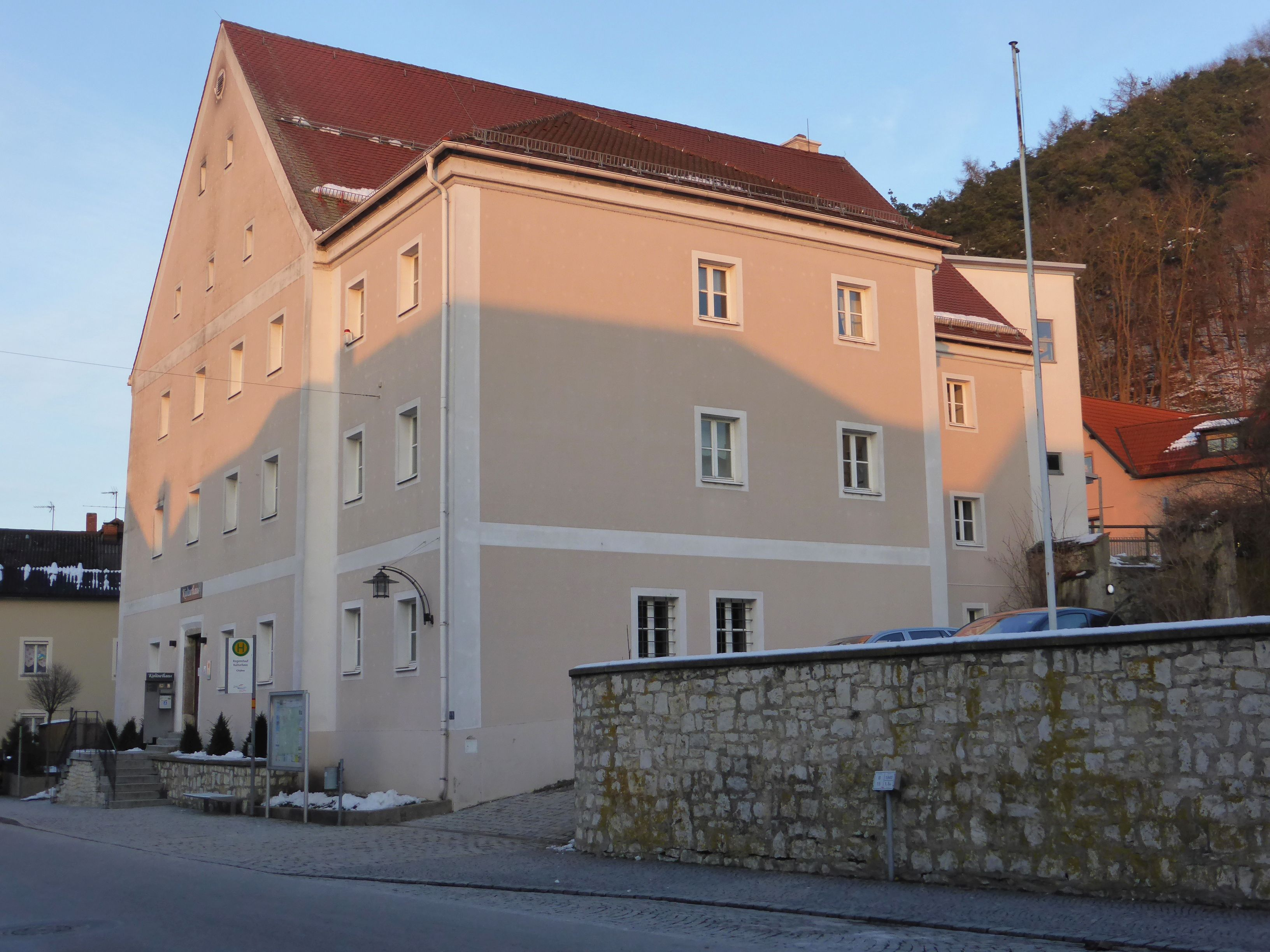
Ehemaliges unteres Schloss, heute Kulturhaus von Regenstauf

Das Untere Schloss liegt im oberpfälzischen Markt Regenstauf im Landkreis Regensburg von Bayern. In dem später als Amtsgericht genutzten Gebäude befindet sich heute das Kulturhaus von Regenstauf (Hauptstraße 34). Es ist unter der Aktennummer D-3-75-190-12 als Baudenkmal verzeichnet. „Untertägige Befunde des Mittelalters und der frühen Neuzeit im Bereich des ehem. ‚Unteren Schlosses‘ in Regenstauf“ werden zudem als Bodendenkmal unter der Aktennummer D-3-6838-0109 geführt.

## Geschichte
Im Markt Regenstauf entstand Mitte des 15. Jahrhunderts ein Sitz, der im Eigentum des damaligen Pflegers der Burg Regenstauf stand. Damals wird ein Marquart Stör genannt, „der das herzogliche Schloss und die Herrschaft Regenstauf auf Lebensdauer pflegweise dergestalten erhalten hat, dass er die Gilten für sich behalten und auch den Zoll und auch das Gericht innehaben und nützen mag, vermacht jedoch seinen Sitz zu Regenstauf für den Fall seines Todes an den Herzog zur Einverleibung mit dessen Herrschaft.“
Die Störs sind bereits ab 1395 in Regenstauf bezeugt. Von Reisach (1780, S. 185) schreibt hierzu: „Im Markt soll ein adelicher Sitz gewesen sein … Dermahlen ist es das Amtshaus mitten in einem Weiher, wohin man über einen Steg oder kleine Brücke gehet.“ Das Haus war damals also noch eine Weiherhausanlage, was vermutlich dem ursprünglichen Aussehen entsprach.
Das Pflegerhaus fiel im Zuge eines Großbrandes 1781 im unteren Markt den Flammen zum Opfer und wurde 1785 wieder neu errichtet.

## Das Untere Schloss heute
In der Zeit, in der Regenstauf zum Herzogtum Pfalz-Neuburg gehörte, war hier das Pflegamt untergebracht, ab 1812 dann das Landgericht und ab 1863 das Amtsgericht Regenstauf. Aus dem Gebäude wurde später das Kultur- und Mehrgenerationenhaus. In dem Gebäude befindet sich heute das Kulturhaus von Regenstauf (Hauptstraße 34).